# Didier Awadi
Pour les articles homonymes, voir Awadi.
Didier Awadi, ou simplement Awadi, est un musicien et rappeur sénégalais, né le 11 août 1969 à Dakar.

## Biographie
Né en 1969  à Dakar, capitale du Sénégal, d'un père originaire du Bénin et d'une mère originaire du Cap-Vert, il a grandi dans le quartier Amitié. Pionnier du mouvement rap au Sénégal et plus largement en Afrique de l'Ouest, Didier Awadi a fondé en 1989 le groupe Positive Black Soul (PBS) avec Duggy Tee (Amadou Barry). Leur premier succès sera l’album Boul Faalé sorti en 1994. En 2002, il sort son premier album solo Kaddu Gor (Parole d'honneur en français), album qui lui vaudra d'être le lauréat du prix RFI Musiques du Monde en 2003. 
En octobre 2005, il sort sur le marché français son deuxième album solo Un autre monde est possible qui est un vibrant[non neutre] plaidoyer pour des politiques plus humaines et une plus grande considération du tiers monde. Il lance en 2010 son album Présidents d'Afrique regroupant les rappeurs africains et les voix des présidents après les indépendances.
Il fait partie de l'incarnation plus récente de Positive Black Soul, PBS Radikal, avec Carlou D., Baay Sooley, El Hadj Cissoko, DJ Saf Niang et Thaïs, une Suissesse d'origine malienne.
En novembre 2012, son album Ma Révolution paraît au Sénégal et dans le monde les mois suivants. Avec des collaborations de Wyclef Jean, Viviane N'Dour, Natty Jean, Mary N'Diaye et plusieurs autres, l'album connaît un grand succès.
En 2017, il apparaît dans son propre rôle dans le film Bienvenue au Gondwana.

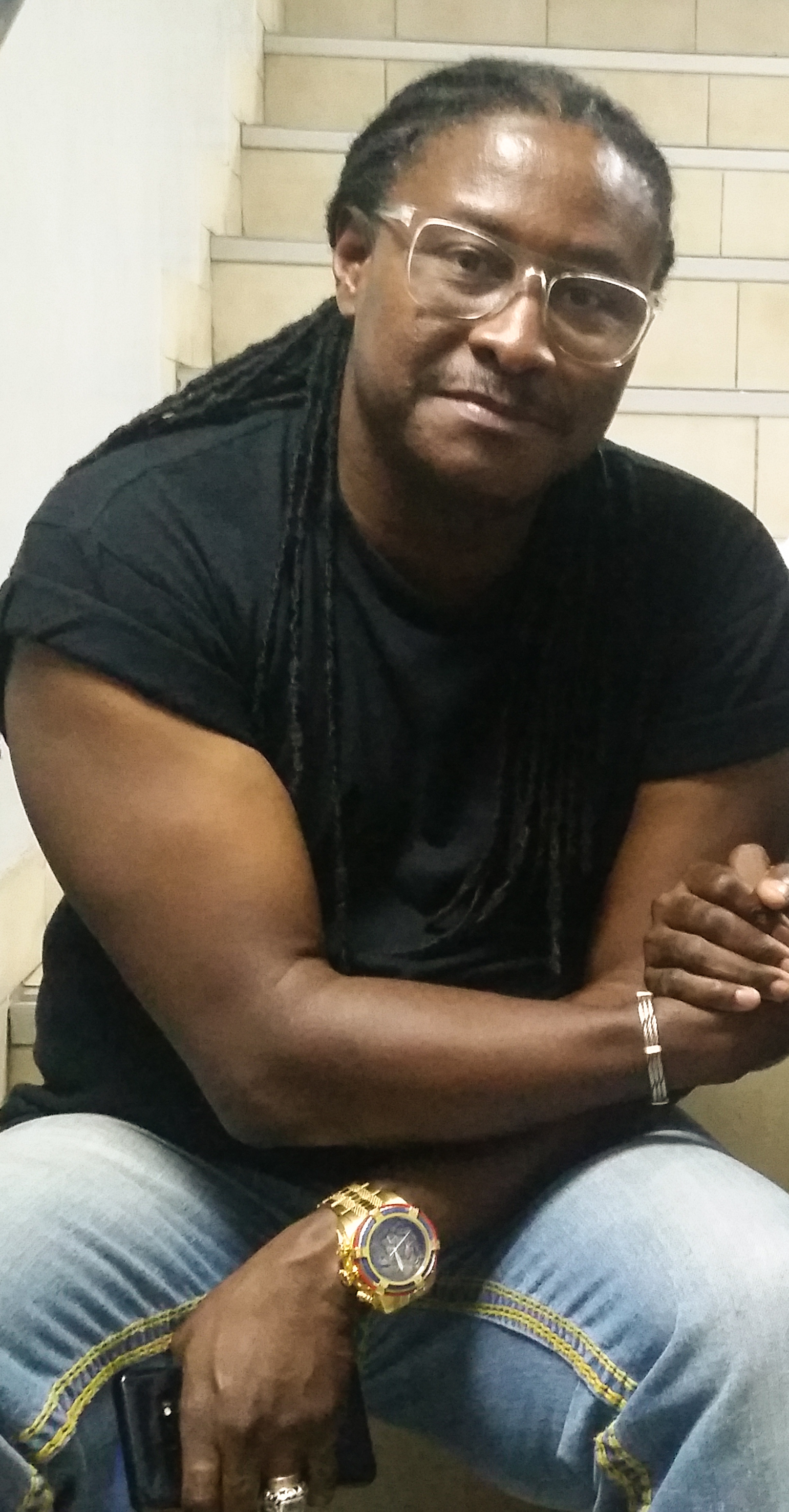
Didier Awadi en 2019

## Discographie
- 2002 : Parole d'honneur - Kaddu Gor
- 2005 : Un autre monde est possible (Studio Sankara)
- 2007 : Sunugaal (Mr Bongo)
- 2010 : Présidents d'Afrique (Studio Sankara)
- 2013 : Ma révolution (Studio Sankara)
- 2018 : Made in Africa (Studio Sankara)
- 2023 : Quand on refuse, on dit non (Studio Sankara)

### Collaborations
- 2024 : Nouvelle Afrique avec Xzafrane et Sultan Oshimin[2].

## Distinctions
Didier Awadi est lauréat du prix RFI Musiques du Monde 2003.
Il a également été décoré par son pays et la France.